# 北美九国
北美九国（英語：Nine Nations of North America）是美国记者和著名作家，现任华盛顿邮报编辑之一的約爾·加羅（Joel Garreau）先生创作的一部著名社会学著作，出版于1981年。在书中，作者提出了对于北美洲人文地理区域划分的一种新理解。例如就美国而言，虽然美国是美國各州（State/Commonwealth）组成的联邦，但是有些州之间的经济、文化是十分相似的，而某些州和另一些州的经济和文化上又有明显差异，这些差异之大甚至可以与一些欧洲邻国之间的经济文化差异相提并论。作者就此类现象，提出了北美洲根据经济和文化上的现实可以看成九个不同的“国家”。这些国家之间有着显著的经济和文化差异。
此外，加罗先生还指出，在研究北美洲人文地理时，根据国家和州之间的政区划分探讨文化异同是没有现实意义的。只有根据经济和文化背景，才能够真正理解北美洲社会的人文地理差异。梅维尔州立大学的保罗·默尔茲教授称此书为“研究北美州人文地理区域的经典之作”。

## 北美九国

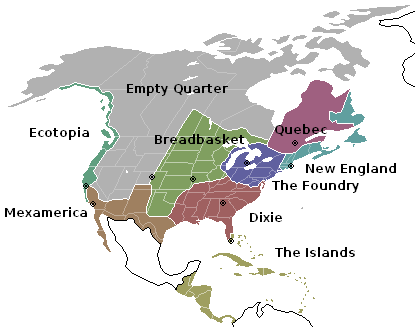
北美九國大致上的地圖

- 新英格兰（New England）－扩大的新英格兰概念，主要由英國人為主，是美國最貼近英國文化的地方。不仅包括原来的六州，还加上了加拿大大西洋省份新不伦瑞克、新斯科舍、爱德华王子岛、纽芬兰。首都：波士顿。
- 北部工业国（英语：The Foundry (United States region)）（The Foundry）－由当时的美国东北部衰退的工业区和大湖地区组成，由纽约延伸到密尔沃基，包括芝加哥和费城，以及工业南安大略的中心多伦多。首都：底特律。本區域以愛爾蘭裔居民組成。
- 迪克西（Dixie）－原美利坚联盟国的所在（今天的美国东南部州分），有許多非洲黑人種族零散分布。中心在亚特兰大，包括大部分的德克萨斯州东部。 加罗的“南方”也包括肯塔基（曾 在美国南北战争联邦和邦联政府），密苏里州南部部分、伊利诺伊、印第安纳和俄克拉何马东南部的“小迪克西”。最后，该地区还包括佛罗里达，南至城市迈尔斯堡和那不勒斯。首都：亚特兰大。
- 北美谷仓（Breadbasket）－在大平原和草原省份： 爱荷华、堪萨斯、明尼苏达、内布拉斯加州、达科他，几乎全部俄克拉何马、密苏里州西部、威斯康星西部、科罗拉多东部、新墨西哥东部边缘、部分伊利诺伊和印第安纳，以及北得克萨斯州。还包括一些北安大略和南部萨斯喀彻温和马尼托巴，是從前德國移民的首選居住地。首都：堪萨斯城。
- 加勒比海群岛（The Islands）－南佛罗里达大都市区，大沼泽地和佛羅里達群島、加勒比，以及部分委内瑞拉。首都：迈阿密。近年來有大量的南美拉丁移民進駐，特別的是反而墨西哥移民不多。
- 墨亞美利加（Mexamerica）－加州南部和中央谷地、亚利桑那州南部、德克萨斯州临近格兰德河的部分、新墨西哥州大部以及墨西哥北部，中心为洛杉矶以及鳳凰城，有很大部分的墨國西班牙语人口。加罗在原书中仅将墨西哥北部和下加利福尼亚半岛包含在墨夏美利加之内，并没有将墨西哥全部置入其中。首都：洛杉矶。
- 生态乌托邦（Ecotopia）－北美洲西北部的太平洋海岸，位于喀斯喀特山脉以西，从阿拉斯加南部海岸开始，贯穿加拿大的不列颠哥伦比亚省、美国的华盛顿州、俄勒冈州，直至加利福尼亚州在圣塔芭芭拉以北的海岸地带。首都：旧金山。美洲原住民與後至的亞洲移民文化氣息濃厚。
- 北美无人区（英语：Empty Quarter (North America)）（Empty Quarter）－阿拉斯加大部分地区、内华达州、犹他州、怀俄明州、爱达荷州、蒙大拿州和科罗拉多州（丹佛西部），以及俄勒冈东部的部分、加利福尼亚州、华盛顿州、艾伯塔省和加拿大北部（包括了现在努纳武特地区）、北部亚利桑那、新墨西哥（主要是该地区的纳瓦霍部落）和不列颠哥伦比亚省东部海岸山脉。首都：丹佛。
- 魁北克（Quebec）－加拿大的主要讲法语的省，它在1980年和1995年举行了对是否应从加拿大分裂出来的公投，其中后者差点通过，自然的是以法國文化為主。首都：魁北克市。

加罗也讨论了许多他称之为「反常」（aberrations）的地区:
- 华盛顿特区及其周边地区，尤其是指“环线公路”以内的地区。
- 哈莱姆区以南的曼哈顿（加罗坚定地认为哈莱姆区以及其北部的曼哈顿岛其余居民区属于北部工业国（英语：The Foundry (United States region)））。
- 夏威夷州，加罗认为这里受亚洲的影响与受北美洲的影响一样多。
- 阿拉斯加北部，雖然它在封面上被歸入無人區，不過在書中歸入反常區。
- 西維吉尼亞州南部雖然未在該書的反常區章節出現，不過加羅認為這一區有著重要的層面，包含南部邦聯（和維吉尼亞密不可分的阿帕拉契地理和歷史）和北部工業國（與銹帶息息相關的煤礦礦藏基礎和聯合的經濟）的特性，因此可以分入這兩個區域之一。加羅對於該區的結論是「在好的時代，西維吉尼亞州的東南部可被視為北部工業國的孤立區域。在壞的時代，則是南部邦聯的孤立區域。」加羅把該州北部分入北部工業國。